# Stegastes rectifraenum
Stegastes rectifraenum är en fiskart som först beskrevs av Gill 1862.  Stegastes rectifraenum ingår i släktet Stegastes och familjen Pomacentridae. IUCN kategoriserar arten globalt som livskraftig. Inga underarter finns listade i Catalogue of Life.